# Prameniště Kateřinského potoka
Přírodní památka Prameniště Kateřinského potoka byla vyhlášena v roce 1990 ev. č. 1275, nachází se asi 2 km jihovýchodně od obce Lesná v přírodním parku Český les okres Tachov. Správa AOPK Plzeň. Podél přírodní památky vede polní cesta.

## Důvod ochrany
Předmětem ochrany je prameništní rašeliniště s vysokou hladinou spodní vody. Vyskytují se zde vysokostébelné louky s trvale zvýšenou vlhkostí. Lokality s tímto rostlinným společenstvem byly silně redukovány melioracemi a proto se jedná o vzácná společenstva.